# Alfabet manxú

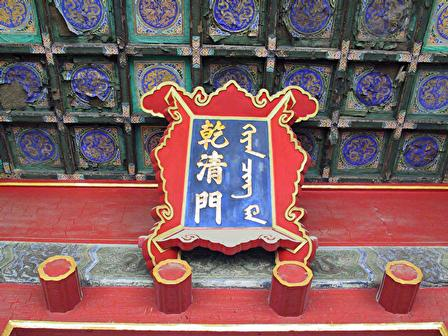
Xinès (esquera) i manxú (deta), escrit a la Ciutat prohibida

L'Alfabet manxú (en Manxú: ᠮᠠᠨ᠋ᠵᡠ
ᡥᡝᡵᡤᡝᠨ) és l'alfabet utilitzat per escriure el manxú, un idioma avui quasi extingit. S'escriu verticalment, de dalt a baix, en columnes que van d'esquerra a dreta. Una variant d'aquest alfabet s'utilitza actualment per escriure en xibe, una varietat lingüística parlada pels xibes, considerada per alguns com un dialecte del manxú i per altres com una llengua propera mútuament intel·ligible.

## Història

### Tongki fuka akū hergen
Segons els Registres veritables, el 1599, el líder manxú Nurhaci va decidir adaptar l'alfabet mongol al manxú. Argumentava que mentre que els xinesos i els mongols entenien els seus respectius idiomes quan llegeixen en veu alta, aquest no era el cas dels manxús, els documents dels quals eren redactats pels escribes mongols. Ignorant les objeccions dels dos assessors anomenats Erdeni i G'ag'ai, se li atribueix l'adaptació de l'alfabet mongol a manxú. L'alfabet resultant es coneix com a tongki fuka akū hergen ("escriptura sense punts ni rodones").

### Tongki fuka sindaha hergen
El 1632, Dahai va afegir marques diacrítiques per aclarir moltes de les ambigüitats presents en l'escriptura mongol original; per exemple, una k, una g o una h inicials es distingeixen amb la col·locació d'una marca diacrítica, d'un punt o d'un cercle, respectivament. Aquesta revisió va crear l'escriptura estàndard, coneguda com a tongki fuka sindaha hergen ("escriptura amb punts i cercles"). Com a resultat, l'alfabet manxú conté poques ambigüitats. Tanmateix, uns manuscrits dels anys 1620 descoberts recentment deixen clar que l'addició de punts i cercles en l'escriptura manxú va començar abans de la seva suposada introducció per Dahai.
Dahai també va afegir deu grafemes (tulergi hergen: "lletres estrangeres"), per tal d'escriure manlleus lèxics del xinès, sànscrit i tibetà en alfabet manxú. Es tracta de paraules que contenen sons que no tenien representació gràfica en manxú anteriorment.

### Delseglexixfins a l'actualitat
A mitjan segle xix, hi havia tres estils d'escriptura manuscrita: escriptura estàndard (ginggulere hergen), escriptura semicursiva (gidara hergen) i escriptura cursiva (lasihire hergen). L'escriptura semicursiva tenia menys espaiat entre les lletres i l'escriptura cursiva tenia acabaments arrodonits.
L'alfabet manxú també es va usar per escriure xinès. El llibre Manchu: a textbook for reading documents, de Gertraude Roth Li, conté una llista que compara una romanització de les síl·labes xineses escrites en manxú en comparació amb el Pinyin i el Wade-Giles. L'ús de l'escriptura del manxú per transliterar paraules xineses és una font de préstecs per al llenguatge Xibe. Diversos diccionaris xinès-manxú contenen caràcters xinesos transliterats amb escriptura manxú, i la versió manxú del poema Clàssic de mil paraules és en realitat la transcripció manxú de tots els caràcters xinesos. També existia com a transliteració la versió manxú de El somni del pavelló vermell (Hong Loumeng, 紅樓夢).

## Alfabet
| Grafies    | Grafies | Grafies | Grafies |        | Transcripció                        | Unicode                     | Notes |
| aïllada    | inicial | medial  | final   |        | Transcripció                        | Unicode                     | Notes |
| Vocals     | Vocals  | Vocals  | Vocals  | Vocals | Vocals                              | Vocals                      | Vocals |
| ---------- | ------- | ------- | ------- | ------ | ----------------------------------- | --------------------------- | --- |
| ᠠ          | ᠠ᠊      | ᠊ᠠ᠊     | ᠊ᠠ      |        | a [a]                               | 1820                        | |
| ᠠ          | ᠠ᠊      | ᠊ᠠ᠊     | ᠊ᠠ᠋      |        | a [a]                               | 1820                        | |
| ᡝ          | ᡝ᠊      | ᠊ᡝ᠊     | ᠊ᡝ      |        | e [ə]                               | 185D                        | La segona forma final s'utilitza darrere k, g, h ([qʰ], [q], [χ]).                                                                                   |
| ᡝ          | ᡝ᠊      | ᠊ᡝ᠊     | ‍ᡝ᠋        |        | e [ə]                               | 185D                        | La segona forma final s'utilitza darrere k, g, h ([qʰ], [q], [χ]).                                                                                   |
| ᡳ          | ᡳ᠊      | ᠊ᡳ᠊     | ᠊ᡳ      |        | i [i]                               | 1873                        | |
| ᡳ          | ᡳ᠊      | ᠊ᡳ᠋᠊     | ᠊ᡳ᠋      |        | i [i]                               | 1873                        | |
| ᠣ          | ᠣ᠊      | ᠊ᠣ᠊     | ᠊ᠣ      |        | o [ɔ]                               | 1823                        | |
| ᠣ          | ᠣ᠊      | ᠊ᠣ᠊     | ᠊ᠣ᠋      |        | o [ɔ]                               | 1823                        | |
| ᡠ          | ᡠ᠊      | ᠊ᡠ᠊     | ᠊ᡠ      |        | u [u]                               | 1860                        | |
| ᡠ          | ᡠ᠊      | ᠊ᡠ᠊     | ??      |        | u [u]                               | 1860                        | |
| ᡡ          | ᡡ᠊      | ᠊ᡡ᠊     | ᠊ᡡ      |        | ū/uu/v [ʊ]                          |                             | |
|            |         | ᠊ᡟ᠊     | ᠊ᡟ      |        | y/y/i' [ɨ]                          | 185F                        | S'utilitza en manlleus del xinès. |
| ᡳᠣᡳ        | ᡳᠣᡳ᠊    | ᠊ᡳᠣᡳ᠊   | ᠊ᡳᠣᡳ    |        | ioi [y]                             |                             | S'utilitza en manlleus del xinès. |
| Consonants |         |         |         |        |                                     |                             | |
|            | ᠨ᠊      | ᠊ᠨ᠋᠊     | ᠊ᠨ ᠊ᠨ᠋   |        | n [n]                               | 1828                        | La primera forma medial s'utilitza davant vocals; la segona, davant consonants.                                                                      |
| ᠊ᠨ᠊        | ᠨ᠊      |         | ᠊ᠨ ᠊ᠨ᠋   |        | n [n]                               | 1828                        | La primera forma medial s'utilitza davant vocals; la segona, davant consonants.                                                                      |
|            |         | ᠊ᠩ᠊     | ᠊ᠩ      |        | ng [ŋ]                              | 1829                        | Aquesta forma s'utilitza davant consonants |
|            | ᡴ᠊      | ᠊ᡴ᠊     | ᠊ᡴ      |        | k [qʰ]                              | 1874                        | La primera forma medial s'utilitza davant Plantilla:Not a typo; la segona, davant consonants.                                                        |
| ᠊ᡴ᠋᠊        | ᡴ᠊      |         | ᠊ᡴ      |        | k [qʰ]                              | 1874                        | La primera forma medial s'utilitza davant Plantilla:Not a typo; la segona, davant consonants.                                                        |
| ()         | ᠊ᡴ᠌᠊     | ᠊ᡴ᠋      |         | k [kʰ] | 1874                                | S'utilitza davant e, i, u.  | |
|            | ᡤ᠊      | ᠊ᡤ᠊     |         |        | g [q]                               | 1864                        | S'utilitza darrere a, o, ū. |
|            |         |         |         | g [k]  | 1864                                | S'utilitza darrere e, i, u. | |
|            | ᡥ᠊      | ᠊ᡥ᠊     |         |        | h [χ]                               | 1865                        | S'utilitza darrere a, o, ū. |
|            |         |         |         | h [x]  | 1865                                | S'utilitza darrere e, i, u. | |
|            | ᠪ᠊      | ᠊ᠪ᠊     | ᠊ᠪ      |        | b [p]                               | 182A                        | |
|            | ᡦ᠊      | ᠊ᡦ᠊     |         |        | p [pʰ]                              | 1866                        | |
|            | ᠰ᠊      | ᠊ᠰ᠊     | ᠊ᠰ      |        | s [s], [ɕ] davant de [i]            | 1830                        | |
|            | ᡧ᠊      | ᠊ᡧ᠊     |         |        | š [ʃ], [ɕ] davant de [i]            | 1867                        | |
|            | ᡨ᠋᠊      | ᠊ᡨ᠋᠊     |         |        | t [tʰ]                              | 1868                        | La primera forma inicial i medial s'usa davant a, o, i; La segona forma medial s'usa davant consonants; La tercera forma medial s'usa davant e, u, ū |
|            | ᠊ᡨ᠌᠊     | ᠊ᡨ      |         |        | t [tʰ]                              | 1868                        | La primera forma inicial i medial s'usa davant a, o, i; La segona forma medial s'usa davant consonants; La tercera forma medial s'usa davant e, u, ū |
| ᡨ᠌᠊         | ᠊ᡨ᠍᠊     |         |         |        | t [tʰ]                              | 1868                        | La primera forma inicial i medial s'usa davant a, o, i; La segona forma medial s'usa davant consonants; La tercera forma medial s'usa davant e, u, ū |
|            | ᡩ᠊      | ᠊ᡩ᠊     |         |        | d [t]                               | 1869                        | La primera forma inicial i medial s'usen davant a, o, i; La segona forma inicial i medial s'usen davant e, u, ū                                      |
| ᡩ᠋᠊         | ᠊ᡩ᠋᠊     |         |         |        | d [t]                               | 1869                        | La primera forma inicial i medial s'usen davant a, o, i; La segona forma inicial i medial s'usen davant e, u, ū                                      |
|            | ᠯ᠊      | ᠊ᠯ᠊     | ᠊ᠯ      |        | l [l]                               | 182F                        | La forma inicial i final es troben en estrangerismes.                                                                                                |
|            | ᠮ᠊      | ᠊ᠮ᠊     | ᠊ᠮ      |        | m [m]                               | 182E                        | |
|            | ᠴ᠊      | ᠊ᠴ᠊     |         |        | c/ch/č/q [t͡ʃʰ], [t͡ɕʰ] davant de [i] | 1834                        | |
|            | ᠵ᠊      | ᠊ᠵ᠊     |         |        | j/zh/ž [t͡ʃ], [t͡ɕ] davant de [i]     | 1835                        | |
|            | ᠶ᠊      | ᠊ᠶ᠊     |         |        | y [j]                               | 1836                        | |
|            | ᡵ᠊      | ᠊ᡵ᠊     | ᠊ᡵ      |        | r [r]                               | 1875                        | La forma inicial i final s'usen principalment en mots estrangers.                                                                                    |
|            | ᡶ‍       | ‍ᡶ‍        |         |        | f [f]                               | 1876                        | La primera forma inicial i medial s'usen davant a e; La segona forma inicial i medial s'usen davant i o u ū                                          |
| ᡶ᠋‍          | ‍ᡶ᠋‍        |         |         |        | f [f]                               | 1876                        | La primera forma inicial i medial s'usen davant a e; La segona forma inicial i medial s'usen davant i o u ū                                          |
|            | ᠸ᠊      | ᠊ᠸ᠊     |         |        | v (w) [w], [v-]                     | 1838                        | |
|            | ᠺ᠊      | ᠊ᠺ᠊     |         |        | k'/kk/k῾/k’ [kʰ]                    | 183A                        | S'usa per al xinès k [kʰ]. Davant a, o. |
|            | ᡬ᠊      | ᠊ᡬ᠊     |         |        | g'/gg/ǵ/g’ [k]                      | 186C                        | S'usa per al xinès g [k]. Davant a, o. |
|            | ᡭ᠊      | ᠊ᡭ᠊     |         |        | h'/hh/h́/h’ [x]                      | 186D                        | S'usa per al xinès h [x]. Davant a, o. |
|            | ᡮ᠊      | ᠊ᡮ᠊     |         |        | ts'/c/ts῾/c [tsʰ]                   | 186E                        | S'usa per al xinès c [t͡sʰ]. |
|            | ᡯ᠊      | ᠊ᡯ᠊     |         |        | dz/z/dz/z [t͡s]                      | 186F                        | S'usa per al xinès z [t͡s]. |
|            | ᡰ᠊      | ᠊ᡰ᠊     |         |        | ž/rr/ž/r’ [ʐ]                       | 1870                        | S'usa per al xinès r [ʐ]. |
|            | ᡱ᠊      | ᠊ᡱ᠊     |         |        | c'/ch/c῾/c’ [tʂʰ]                   | 1871                        | S'usa per al xinès ch [tʂʰ] i chi/c'y [tʂʰɨ] |
|            | ᡷ᠊      | ᠊ᡷ᠊     |         |        | j/zh/j̊/j’ [tʂ]                      | 1877                        | S'usa per al xinès [tʂ] i zhi/j'y [tʂɨ] |

## Síl·labes
L'escriptura manxú té 131 síl·labes:
| ᠠ a     | ᡝ e     | ᡳ i    | ᠣ o     | ᡠ u     | ᡡ ū    | ᠨᠠ na  | ᠨᡝ ne  | ᠨᡳ ni  | ᠨᠣ no  | ᠨᡠ nu | ᠨᡡ nū |       |       |
| ᡴᠠ ka   | ᡤᠠ ga   | ᡥᠠ ha  | ᡴᠣ ko   | ᡤᠣ go   | ᡥᠣ ho  | ᡴᡡ kū  | ᡤᡡ gū  | ᡥᡡ hū  |        |       |       |       |       |
| ᠪᠠ ba   | ᠪᡝ be   | ᠪᡳ bi  | ᠪᠣ bo   | ᠪᡠ bu   | ᠪᡡ bū  | ᡦᠠ pa  | ᡦᡝ pe  | ᡦᡳ pi  | ᡦᠣ po  | ᡦᡠ pu | ᡦᡡ pū |       |       |
| ᠰᠠ sa   | ᠰᡝ se   | ᠰᡳ si  | ᠰᠣ so   | ᠰᡠ su   | ᠰᡡ sū  | ᡧᠠ ūa  | ᡧᡝ še  | ᡧᡳ ši  | ᡧᠣ šo  | ᡧᡠ šu | ᡧᡡ šū |       |       |
| ᡨᠠ ta   | ᡩᠠ da   | ᡨᡝ te  | ᡩᡝ de   | ᡨᡳ ti   | ᡩᡳ di  | ᡨᠣ to  | ᡩᠣ do  | ᡨᡠ tu  | ᡩᡠ du  |       |       |       |       |
| ᠯᠠ la   | ᠯᡝ le   | ᠯᡳ li  | ᠯᠣ lo   | ᠯᡠ lu   | ᠯᡡ lū  | ᠮᠠ ma  | ᠮᡝ me  | ᠮᡳ mi  | ᠮᠣ mo  | ᠮᡠ mu | ᠮᡡ mū |       |       |
| ᠴᠠ ca   | ᠴᡝ ce   | ᠴᡳ ci  | ᠴᠣ co   | ᠴᡠ cu   | ᠴᡡ cū  | ᠵᠠ ja  | ᠵᡝ je  | ᠵᡳ ji  | ᠵᠣ jo  | ᠵᡠ ju | ᠵᡡ jū |       |       |
| ᠶᠠ ya   | ᠶᡝ ye   | ᠶᠣ yo  | ᠶᡠ yu   | ᠶᡡ yū   | ᡴᡝ ke  | ᡤᡝ ge  | ᡥᡝ he  | ᡴᡳ ki  | ᡤᡳ gi  | ᡥᡳ hi | ᡴᡠ ku | ᡤᡠ gu | ᡥᡠ hu |
| ᠺᠠ k'a  | ᡬᠠ g'a  | ᡭᠠ h'a | ᠺᠣ k'o  | ᡬᠣ g'o  | ᡭᠣ h'o | ᡵᠠ ra  | ᡵᡝ re  | ᡵᡳ ri  | ᡵᠣ ro  | ᡵᡠ ru | ᡵᡡ rū |       |       |
| ᡶᠠ fa   | ᡶᡝ fe   | ᡶᡳ fi  | ᡶᠣ fo   | ᡶᡠ fu   | ᡶᡡ fū  | ᠸᠠ wa  | ᠸᡝ we  |        |        |       |       |       |       |
| ᡮᠠ ts'a | ᡮᡝ ts'e | ᡮᡟ ts  | ᡮᠣ ts'o | ᡮᡠ ts'u | ᡯᠠ dza | ᡯᡝ dze | ᡯᡳ dzi | ᡯᠣ dzo | ᡯᡠ dzu |       |       |       |       |
| ᡰᠠ ža   | ᡰᡝ že   | ᡰᡳ ži  | ᡰᠣ žo   | ᡰᡠ žu   | ᠰᡟ sy  | ᡱᡳ c'y | ᡷᡳ jy  |        |        |       |       |       |       |